# Музей узкоколейных железных дорог в Венецье
Музе́й узкоколе́йных желе́зных доро́г в Вене́цье (пол. Muzeum Kolejki Wąskotorowej Wenecja) — музей, посвящённый узкоколейным железным дорогам колеи 600 мм. Музей расположен в селе Венецья, входящем в состав городской гмины Жнин (Польша, Куявско-Поморское воеводство). Музей узкоколейных железных дорог является филиалом Музея палуцкой земли (пол. Muzeum Ziemi Pałuckiej), расположенного в Жнине.
Музей был открыт в 1972 году на станции Жнинской узкоколейной железной дороги. В музее представлен подвижной состав железных дорог колеи 600 мм, в том числе 17 паровозов, самый старый из которых был построен в 1899 году. Кроме подвижного состава, в музее можно осмотреть поворотный круг, колонку для заправки паровозов водой и другие объекты железнодорожной инфраструктуры.
В связи с популярностью музея в Венецьи были возобновлены пассажирские перевозки по Жнинской УЖД, которая теперь функционирует как туристическая железная дорога.